# 格尔底寺
格尔底寺（藏語：ཀིརྟི་དགོན་པ།，又译“格尔登寺”），即“德合仓郎木格尔底寺”（藏语称为“德合仓郎木格尔底贡巴”），位于四川省阿坝藏族羌族自治州若尔盖县红星乡，是一座藏传佛教格鲁派寺院。

## 简介
甘肃省甘南藏族自治州碌曲县郎木寺镇南有一条小溪流过，小溪宽度不到2米，名为“白龙江”（“白龙江”是汉语名称。藏语名称汉语意译为“白水河”）。白龙江北岸是甘肃省碌曲县郎木寺镇，白龙江南岸是四川省若尔盖县红星乡。原来藏语对白龙江两岸这片地方的称谓为“德合仓郎木”（藏語：རྟག་ཙང་ལྷ་མོ，“德合”意为老虎，“德合仓”意为老虎洞，“郎木”意为仙女，合而意为老虎洞仙女。因为甘肃省、四川省的汉语方言不同，所以汉语音译分别作“德合仓郎木”、“达仓纳摩”等等）。后来，这片地区通用“郎木寺”作为地名，这是一个汉藏结合的地名。此后甘肃省碌曲县又将白龙江北的镇子直接命名为“郎木寺镇”。
甘肃省碌曲县郎木寺镇和四川省若尔盖县红星乡，分别有一座藏传佛教格鲁派寺院。白龙江北的郎木寺镇内的寺院是“德合仓郎木赛赤寺”（简称“赛赤寺”，又译“色止寺”、“赛驰寺”等等，即本条目所述的寺院），白龙江南的红星乡内的寺院是 “德合仓郎木格尔底寺”（简称“格尔底寺”），两寺隔白龙江相对。两寺其实都可称为“郎木寺”，但现在一般把白龙江北的“赛赤寺”称为“郎木寺”，而把白龙江南的“格尔底寺”直接称作“格尔底寺”。在格尔底寺附近还有一座伊斯兰教清真寺。
格尔底寺是四川省西北部的藏传佛教大寺之一，在四川省、甘肃省、青海省藏区有一定影响。寺内供奉着第五世格尔登活佛的肉身灵体，到2010年已有200多年。
2010年，若尔盖县红星乡制定了《若尔盖县红星乡特色魅力乡镇总体规划》，其中规划开展格尔底寺的宗教建筑及宗教活动观光、宗教艺术观赏、宗教思想研修（佛学院）旅游，准备拆除白龙江南岸已经侵占道路的商业用房，拓宽进入格尔底寺的道路（道路总长1.5公里）。此外，还规划在格尔底寺管会处设置停车场、汽车站、游人中心、购物点，在派出所旁边兴建一座旅游星级宾馆，拆除格尔底寺大经堂前面的房屋，使大经堂与展佛台形成景观轴线。在展佛台以上的山坡设置可俯瞰整个格尔底寺的观景台，加强格尔底寺的管理，培养通晓汉语、藏语、英语的导游。